# E-50
De E-50 Standardpanzer was een Duits ontwerp voor een middelzware tot zware tank welke samen met de E-75 de vervanging moest zijn voor de Tiger I, Tiger II en Panther tanks. De E-50 maakte onderdeel uit van de Entwicklung Serie, een poging van Duitsland om de pantservoertuigen te standaardiseren en daarmee onderhoud, productie en kosten te verlagen. Er werd geen enkel prototype gebouwd, maar de ontwerpen dienden wel als inspiratie voor de Franse AMX-50 tank.

## Ontwikkelingsgeschiedenis
Naar het idee van de Entwicklung Serie werd er in 1943 begonnen aan het ontwerp voor een tank in de vijftig tot zestig ton klasse, de E-50. Als basis dienden de Panther Ausf. F, die op dat moment ontworpen werd, en de Tiger II. Het ontwerp werd in verhouding met deze voertuigen wel gesimplificeerd, zodat het sneller en efficiënter geproduceerd kon worden. Een voorbeeld hiervan is het verbeterde chassis. De firma's Daimler-Benz en MAN werden door het Waffenprufamt 6 aangesteld om de E-50 te ontwerpen en de leiding lag bij ingenieur H.E. Kniepkamp.
Het ontwerpproces van de E-50 liep parallel aan dat van de E-75 en ze waren dan ook vrijwel identiek aan elkaar. Hierdoor konden voor beide tanks dezelfde gereedschappen en onderdelen worden gebruikt, wat kenmerkend was voor de geplande eenwording van het Duitse pantserwapen. Afgezien van de E-100, waarvan de bouw reeds begonnen was, is er geen enkel project uit de E-Serie zo dicht bij het assemblagestadium geweest als de E-50.

## Ontwerp
Het ontwerp van de E-50 toonde visueel veel gelijkenis met de Tiger II. Het frontale pantser van de E-50 was dezelfde dikte, maar meer afgeschuind (onder een hoek van 60 graden). Een van de belangrijkste nieuwe designelementen was het herontworpen chassis. In plaats van zestien torsiestaven werd er nu gebruik gemaakt van zes staven. Aan elk uiteinde zat een dubbele bougie, waarmee het aantal wielen kwam op een totaal van twaalf, zes per zijde.
De toren op de E-50 was een Schmalturm die in principe was ontworpen voor de Panther Ausf. F en Panther II. De frontale pantserplaat van de koepel had een dikte van 120 mm en de zijdes en achterkant hadden een dikte van 60 mm. De koepel was ontworpen voor een 75mm KwK 42 (of 44), maar in 1945 werd de toren licht gewijizigd, zodat er ook een 88mm KwK 43 L/71 kanon in gemonteerd kon worden. Deze vorm zou de uiteindelijke toren worden voor de E-50. Ook zou het kanon gebruik maken van een nieuw stabilisatiesysteem, zodat het beter geladen kon worden tijdens het rijden. Op de toren werd een Zeiss Infarot-Scheinwerfer (nachtkijker) gepland. Ook zou er in de toren een nahverteidigungswaffe worden gemonteerd. Deze kon naast rookgranaten ook shrapnel granaten afschieten. Deze ontploften dan drie meter boven de tank en hadden invloed tot twintig meter.
In mei 1945 was het ontwerp volledig geanalyseerd en goedgekeurd voor de bouw van het eerste prototype, maar de oorlog liep ten einde en er werd geen enkel prototype meer geproduceerd. De ontwerptekeningen vielen in handen van de Geallieerden en samen met de tekeningen van de Panther en Tiger II tanks vormden deze inspiratie en basis voor de Franse AMX-50.
E-10 · E-25 · E-50 · E-75 · E-100